# Luis Magrinyà
Luis Magrinyà (Palma, 1960) és un escriptor i traductor mallorquí. Resideix a Madrid des de 1982, va cursar estudis de filosofia, lletres i fotografia. Ha realitzat traduccions i ha estat lexicògraf i editor.

## Obres
- 1993, Los aéreos, contes
- 1995, Belinda y el monstruo, coŀlecció de contes
- 2000, Los dos Luises, novel·la
- 2005, Intrusos y huéspedes, novel·la
- 2010, Habitación doble, novel·la

## Premis
- 2000, Premi Herralde per la novel·la Los dos Luises.
- 2011, Premi Altres Veus, Altres Àmbits per Habitación doble.